# Nguyễn Du (phường)
Nguyễn Du là một phường thuộc quận Hai Bà Trưng, thành phố Hà Nội, Việt Nam.

## Địa lý
Phường Nguyễn Du nằm ở phía tây bắc quận Hai Bà Trưng, có vị trí địa lý:
- Phía đông giáp phường Phạm Đình Hổ và phường Phố Huế
- Phía tây giáp quận Đống Đa
- Phía nam giáp phường Lê Đại Hành
- Phía bắc giáp quận Hoàn Kiếm.

Phường Nguyễn Du có diện tích 0,52 km², dân số năm 2022 là 10.078 người, mật độ dân số đạt 19.380 người/km².

## Lịch sử
Địa bàn phường Nguyễn Du hiện nay trước đây vốn là phường Nguyễn Du, phường Bùi Thị Xuân và một phần phường Ngô Thì Nhậm thuộc quận Hai Bà Trưng.
Đến năm 2019, phường Nguyễn Du có diện tích 0,37 km², dân số là 6.268 người, mật độ dân số đạt 16.941 người/km². Phường Bùi Thị Xuân có diện tích 0,14 km², dân số là 4.489 người, mật độ dân số đạt 32.064 người/km².
Ngày 11 tháng 2 năm 2020, Ủy ban Thường vụ Quốc hội ban hành Nghị quyết số 895/NQ-UBTVQH14 về việc sắp xếp các đơn vị hành chính cấp xã thuộc thành phố Hà Nội (nghị quyết có hiệu lực từ ngày 1 tháng 3 năm 2020). Theo đó, sáp nhập toàn bộ diện tích và dân số của phường Bùi Thị Xuân cùng 0,01 km² diện tích tự nhiên và 642 người của phường Ngô Thì Nhậm vừa giải thể (mặt phố Huế từ số nhà 52 đến số nhà 214) vào phường Nguyễn Du.